# 硫黄山 (宮崎県)

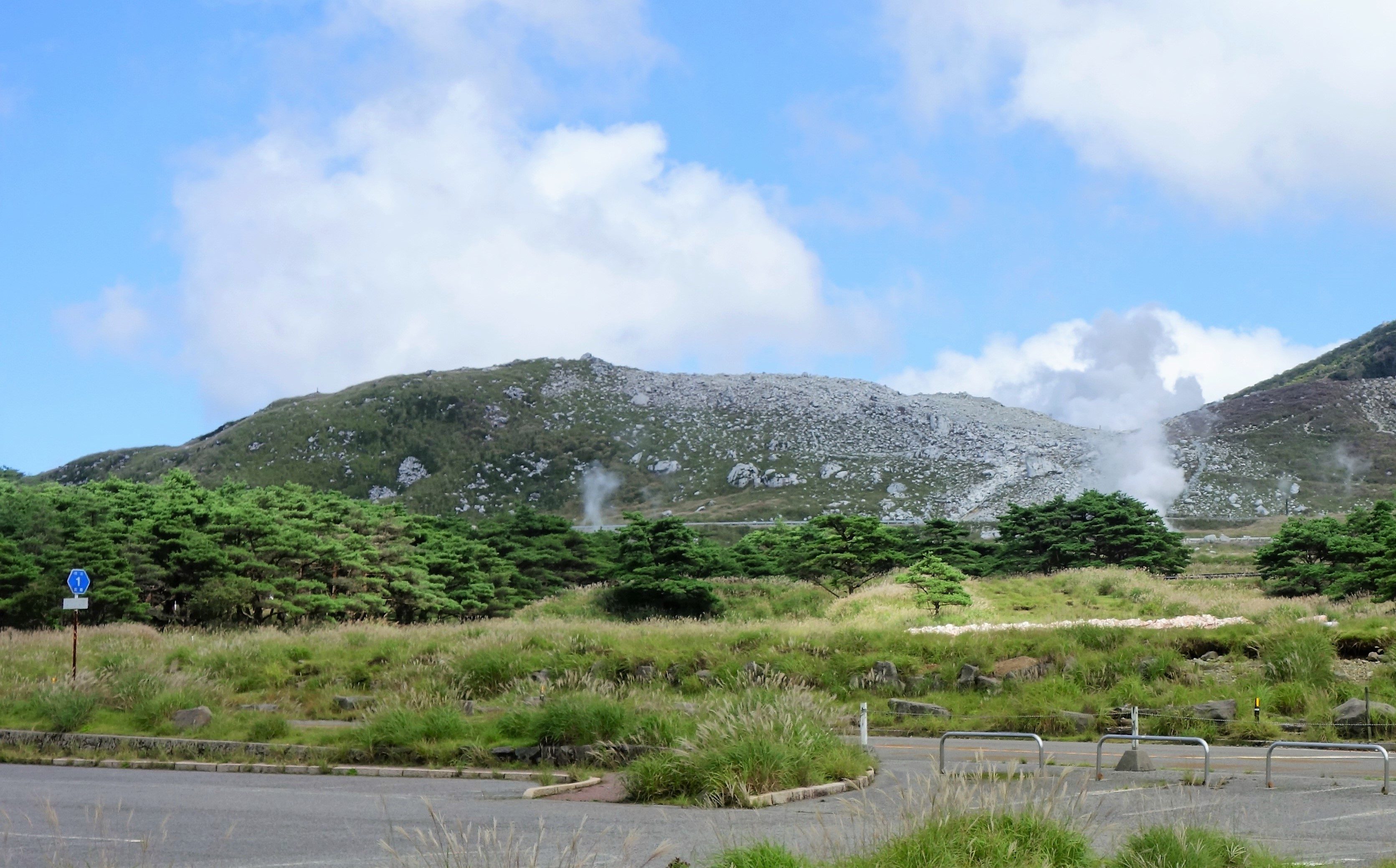
噴気をあげる硫黄山

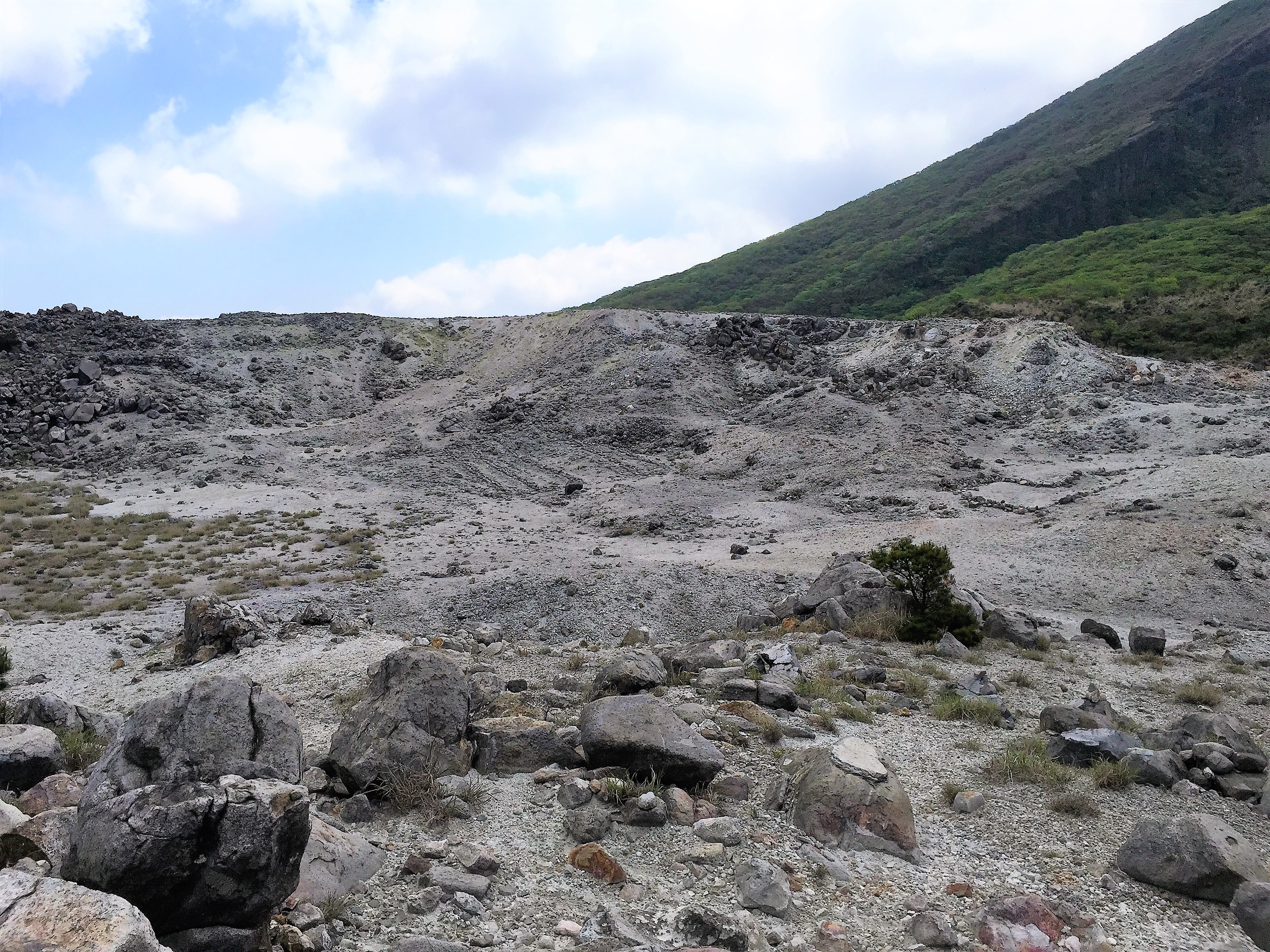
火口内部

硫黄山（いおうやま）は、宮崎県えびの市にある標高1317mの山。活火山である霧島火山において最も新しい火山で、種類は溶岩ドームに分類される。韓国岳の北西、えびの高原に位置し、山体の西斜面に宮崎県道・鹿児島県道1号小林えびの高原牧園線が走る。

## 概要
有史以降で確認されている大規模な噴火は2回のみであり、2回ともマグマ噴火である。最初の噴火は1300年 - 1500年頃の噴火とされ、この噴火によりえびのB1テフラが形成された。1768年に2度目の噴火が起こり、韓国岳の北西の斜面から溶岩が噴出して硫黄山溶岩流が、降下火砕物でえびのB2テフラがそれぞれ形成された。2回目の噴火の規模はVEI2で、この噴火によって硫黄山の山体が形成されたとする資料が多い。山体は珪石を主体とした火山岩に覆われ、植物に覆われた部分は少ない。頂上には直径100mほどの浅い火口があり、巨大な溶岩が残されている。かつては盛んに噴気が観察され、明治30年から昭和30年頃までは噴気を冷却して硫黄の採取が行われていた。火口内にその石積みの遺構が残されている。噴気中を管で導き出して冷却し、単体硫黄を結晶化させて採取していた。

## 近年の活動
2013年12月頃より火山性地震が発生するようになり警戒が強められた。2015年2月には有感性の大きな火山性地震があり山の北西が隆起するような地殻変動も確認されるようになった。火山性微動の観測などにより、小規模な噴火の可能性があるとして火口周辺警報が発表され周辺地域の立ち入り禁止措置が数か月単位でたびたび実施されている。2015年頃までは硫黄山の周囲では地表の高温地帯や噴気などは確認されておらず、火口内への立ち入りも容認されていたが、2015年7月頃より噴気が再び観察されるようになり、火口南側から時折300mを超える高さにまで噴気が噴き出し高熱帯も観察されるようになるなど、火山活動が活発化しており霧島山系では御鉢、新燃岳に加えて硫黄山の観察が強化されていた。
2018年4月19日15時39分頃、硫黄山の南側で噴火し、高いところでは噴煙が300mの高さまで上がった。これを受けて気象庁は15時55分に噴火警戒レベルを2（火口周辺規制）から3（入山規制）に引き上げた。1768年以来250年ぶりの噴火となったが、死傷者は発生しなかった。4月20日には硫黄山の西側約500mの場所から新たに噴気が上がり、26日にはこの場所から火山灰を含む噴煙が上がった。気象庁は5月1日に噴火警戒レベルを2に引き下げた。
この噴火に伴い、硫黄山付近の長江川（川内川の支流）に硫酸やヒ素などの重金属を含んだ温泉水が流入し、白濁化した。硫黄山から約6キロ離れた川内川の大原橋付近でも川のpHが2.1まで低下し、コイやナマズなどの死骸が大量に見つかった。これにより、宮崎県えびの市の約650戸の農家・約460ヘクタールの水田（同市の水田面積の18％）と、鹿児島県伊佐市と湧水町の計約750戸・620ヘクタールで2018年の稲作を断念した。農家に対し県や市が独自の支援策を決めた。
霧島連山のマグマだまりは地下数キロに存在する。硫黄山付近では、マグマだまりの上部の地下数百メートルに、熱せられた水がたまる「熱水だまり」があることが知られており、それらが噴火に伴って地上に噴出し河川を酸性化したり重金属で汚染したと考えられている。
2018年9月現在は、火口周辺1kmの立ち入り禁止措置となっている。宮崎県道・鹿児島県道1号小林えびの高原牧園線も通行止めになっている。

## アクセス
すぐ横の宮崎県道・鹿児島県道1号小林えびの高原牧園線からは徒歩数分程度でアプローチでき、車道と火口の標高差は50m程度で登山は容易である。

## ギャラリー

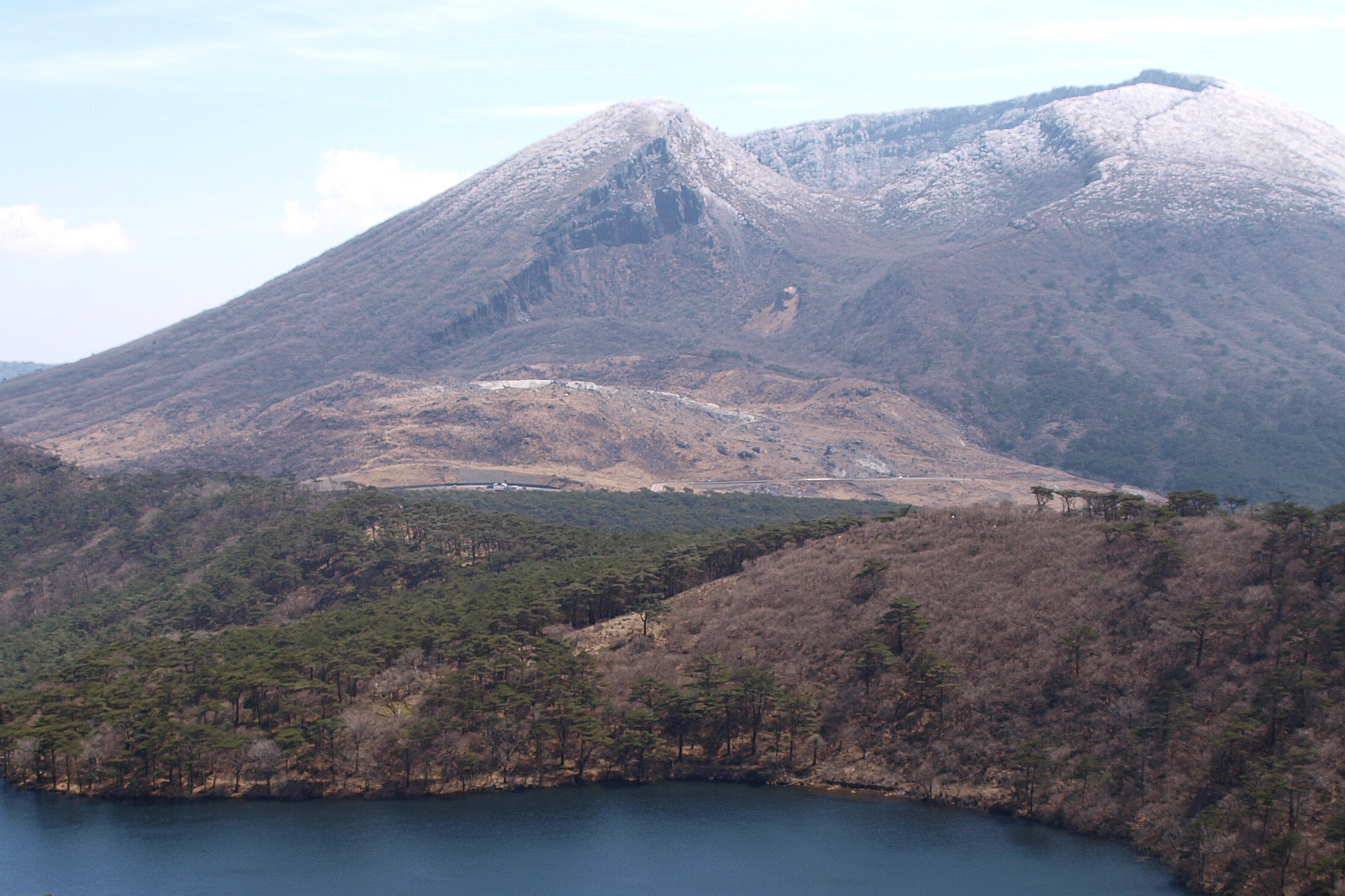
韓国岳（後の大きな山体）と硫黄山（中央手前）
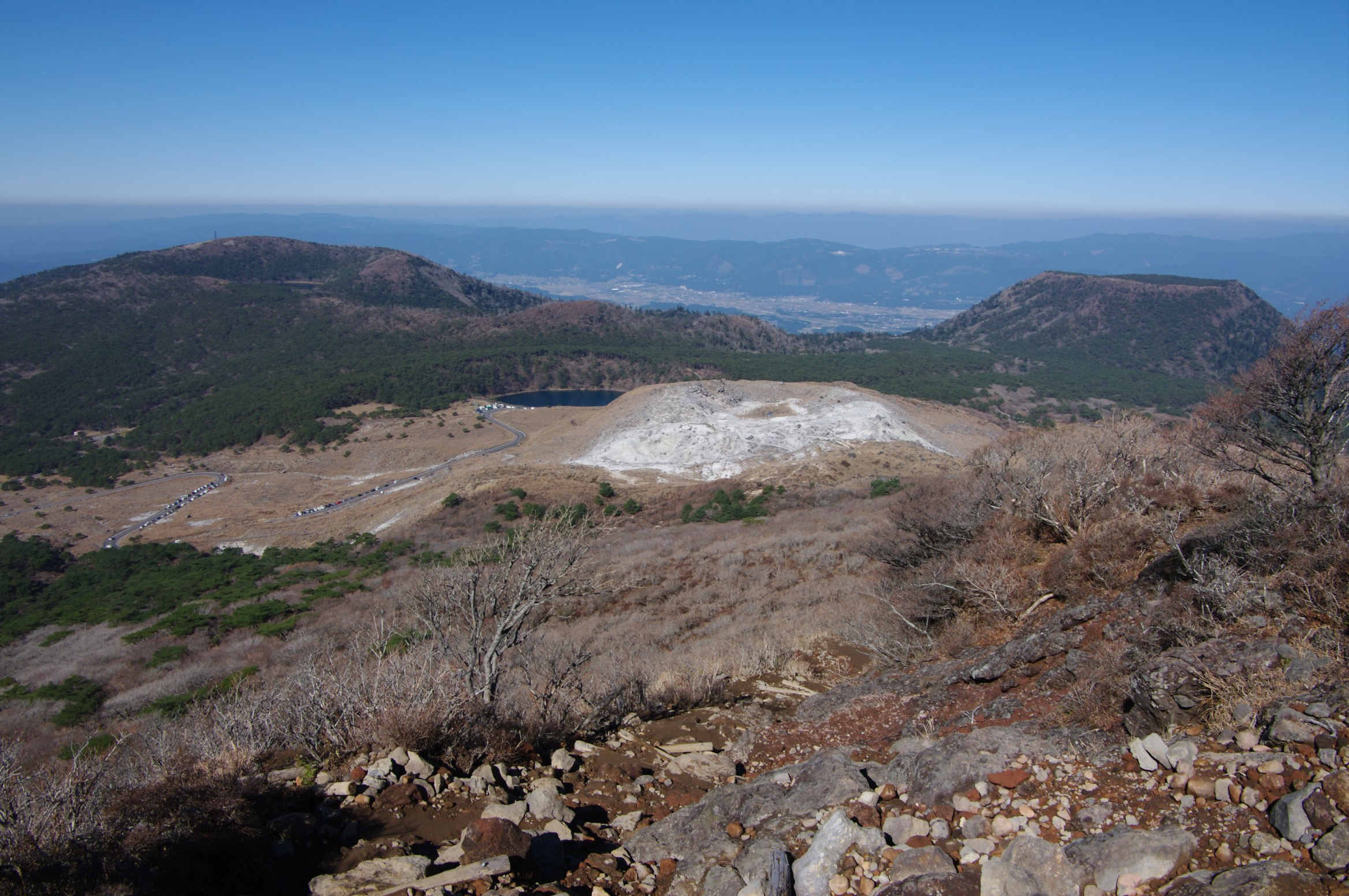
周辺環境、おおよそえびの高原に相当する地域の風景 左が白鳥山火山で右が甑岳火山
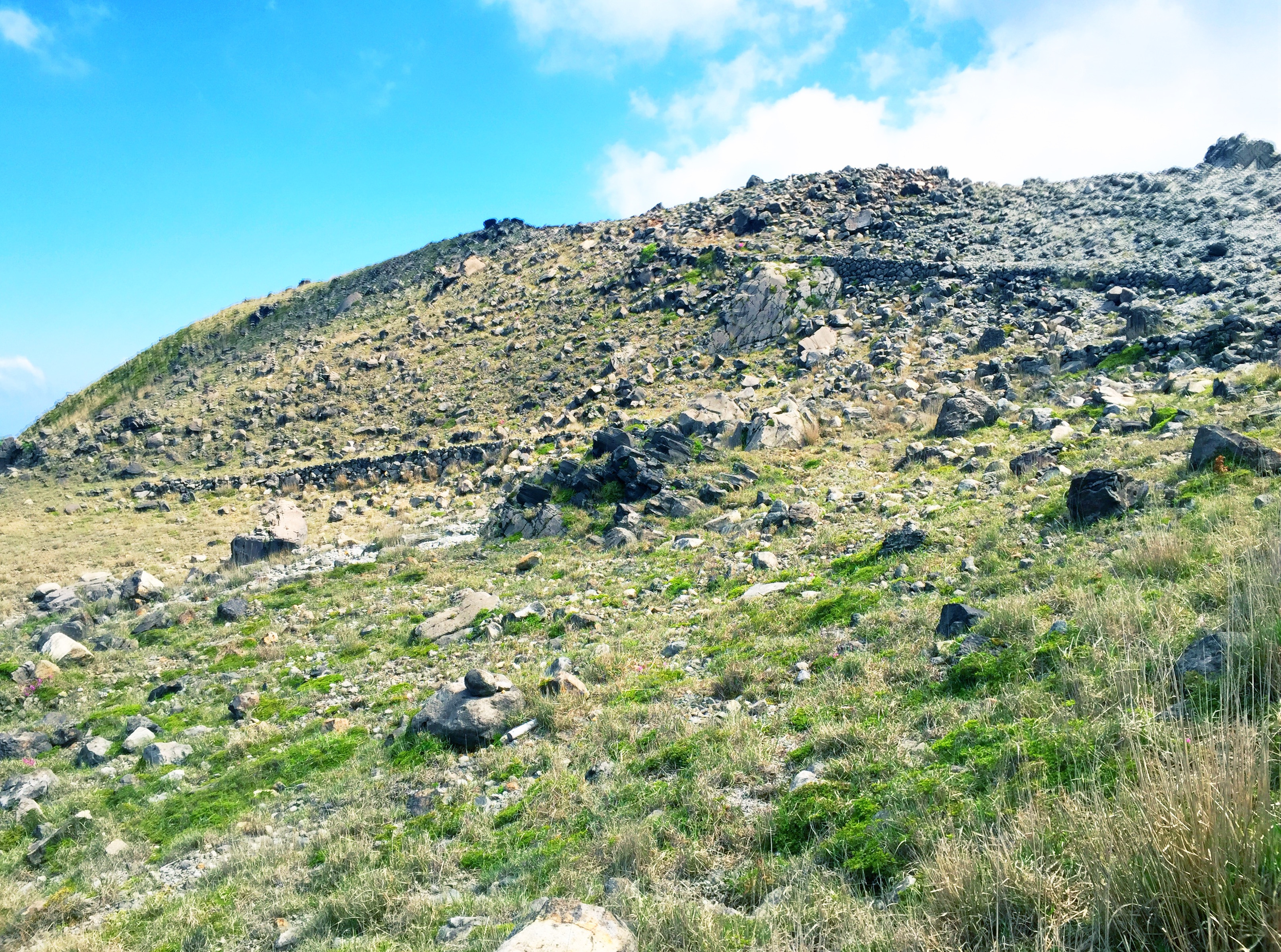
南西から
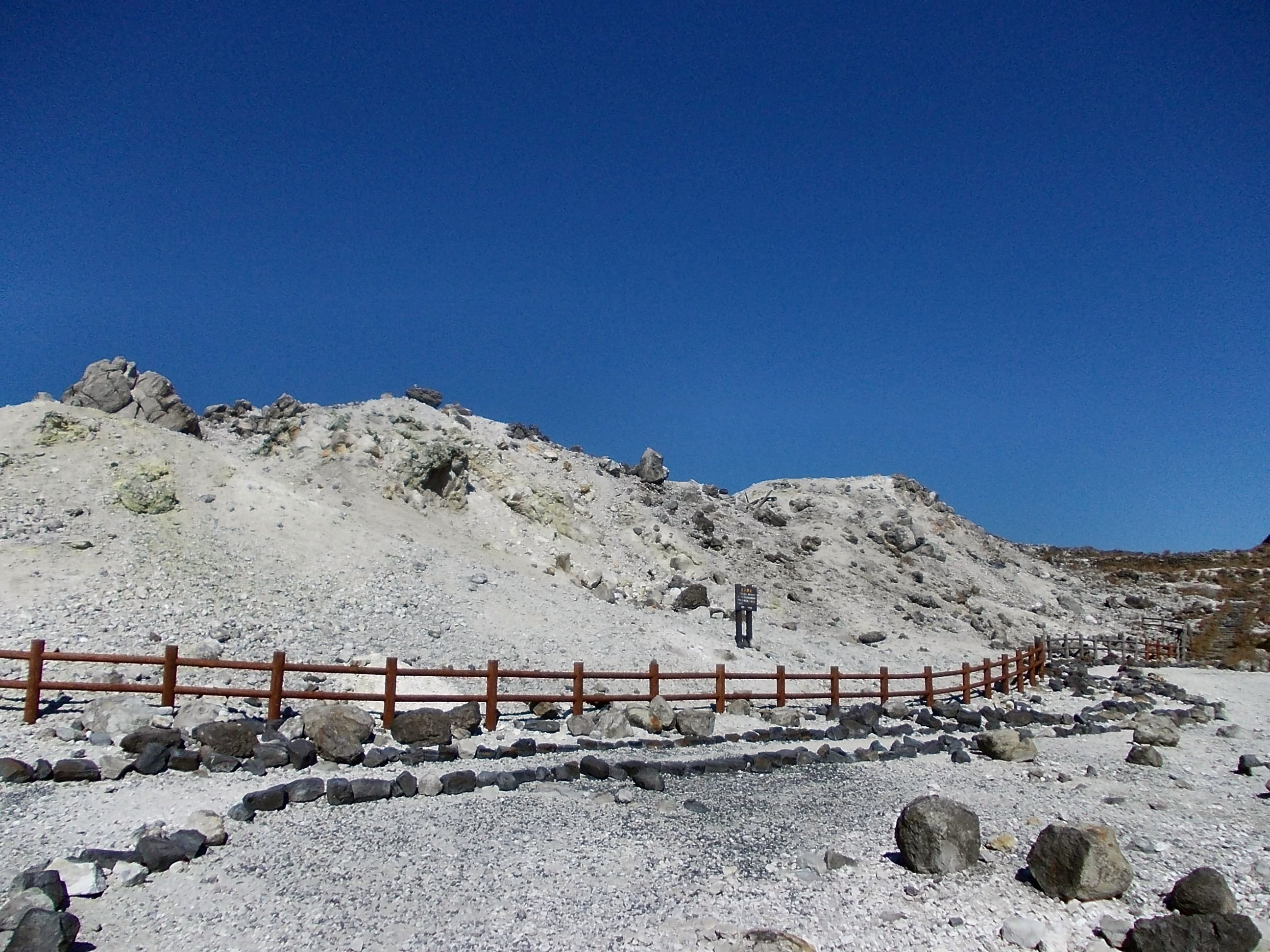
山麓より